# Autostrada A24 (Włochy)
Autostrada A24 (Autostrada Parków) (wł.Autostrada A24, Autostrada dei Parchi) – autostrada we Włoszech łącząca Rzym z miastem Teramo. Przecinająca pasmo Apenin arteria jest jedną z trzech włoskich  autostrad leżących na południe od Florencji, które łączą kraj równoleżnikowo. Na całej długości trasy występuje szereg tuneli. Najbardziej charakterystyczny z nich to długi na ponad 10 kilometrów tunel wydrążony pod masywem Gran Sasso d’Italia. Nazwa arterii została zaczerpnięta z faktu iż trasa prowadzi przez Park Narodowy Gran Sasso i Monti della Laga (Parco Nazionale del Gran Sasso e Monti della Laga). Na odcinku od węzła z Grande Raccordo Anulare do węzła z Autostradą A25 arteria jest fragmentem trasy E80. Operatorem zbudowanej w latach 70 XX wieku autostrady jest firma „Strada dei Parchi”. Spółka ta zajmuje się także Autostradą A25.